# Kurokopteryx dolichocerata
Kurokopteryx dolichocerata es una especie de polillas de la familia Micropterigidae. Fue descrita por Hashimoto en 2006 y es endémica de Japón.

## Descripción
La longitud de las alas delanteras es de  4.2 a 4.9 mm en los machos y 4.1-4.8 mm en las hembras.